# Macrothelypteris subviridifrons
Macrothelypteris subviridifrons är en kärrbräkenväxtart som först beskrevs av Shunsuke Serizawa och som fick sitt nu gällande namn av Nakaike.
Macrothelypteris subviridifrons ingår i släktet Macrothelypteris och familjen Thelypteridaceae. Inga underarter finns listade i Catalogue of Life.